# Ctenotus tanamiensis
Ctenotus tanamiensis este o specie de șopârle din genul Ctenotus, familia Scincidae, descrisă de Storr 1970. Conform Catalogue of Life specia Ctenotus tanamiensis nu are subspecii cunoscute.